# Campeonato Nacional da 2ª Divisão de Rugby Feminino
O Campeonato Nacional da 2ª Divisão de Rugby Feminino e o segundo escalão do Râguebi  Feminino, e é organizada pela Federação Portuguesa de Rugby (FPR), desde da época de 2006/07.

## Campeões da 2ª Divisão
| - 2016/17 - 2015/16 - 2014/15 - 2013/14 - 2012/13 - 2011/12 - 2010/11 - 2009/10 CRAV - 2008/09 CRAV - 2007/08 Loulé - 2006/07 CDUP |

## Referencias
http://institucional.fpr.pt/competicao_nacional/vencedores.asp
http://www.rugbyclubeloule.pt/clube/palmares/
http://rugby-pt-feminino.blogspot.co.uk/search/label/2%C2%AADivis%C3%A3o